# Ramal de Braga

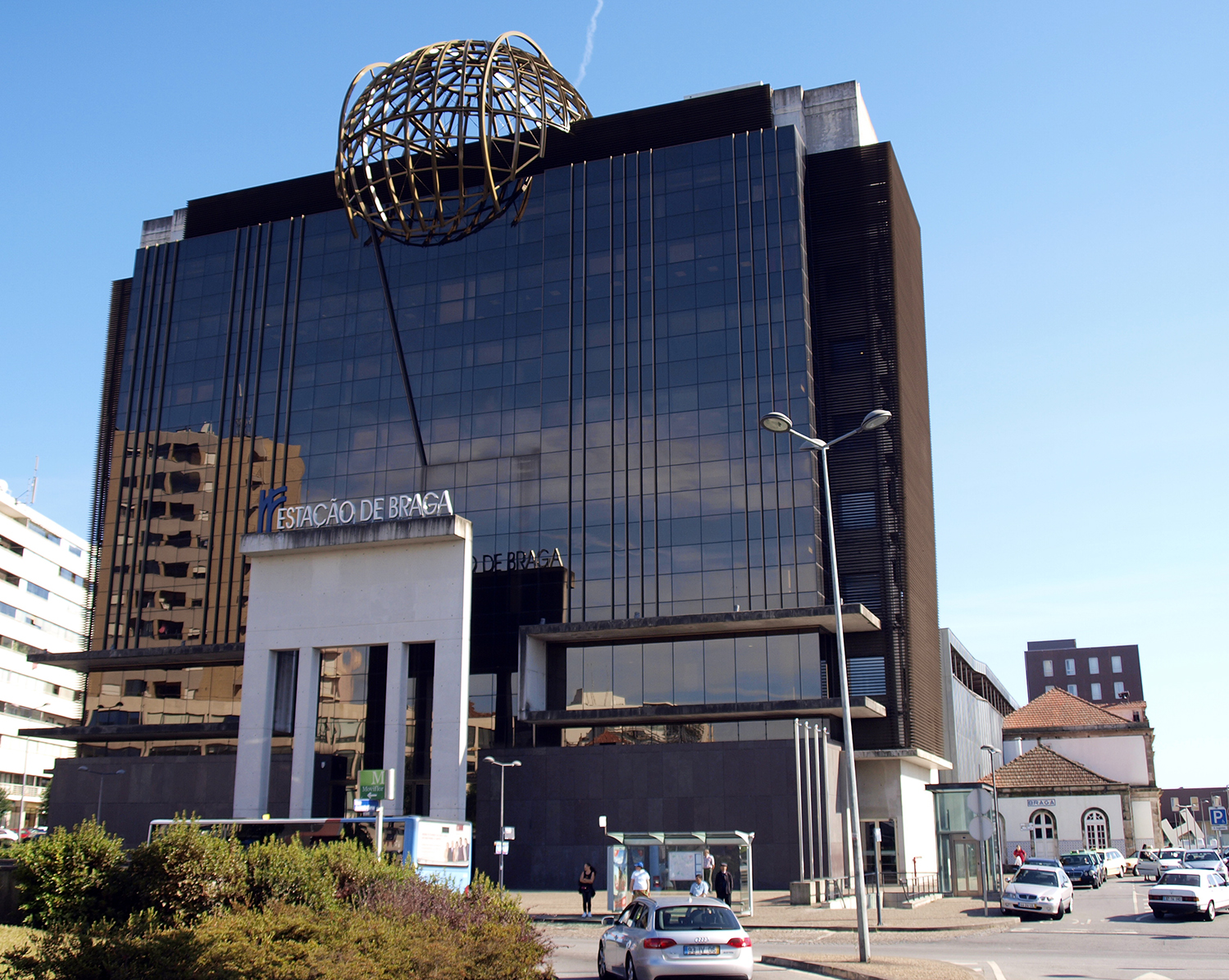
Nova Estação de Braga, inaugurada em 2004; notar o edifício original ao fundo à direita.

O Ramal de Braga é um troço ferroviário português, que liga a Estação de Nine, na Linha do Minho, à cidade de Braga. Foi inaugurado em 21 de Maio de 1875, tendo sido modernizado em 2004.

## Caracterização
O ramal tem cerca de 15 km em via dupla eletrificada e desenvolve-se paralelamente à margem direita do Rio Este. Permite a ligação entre as cidades de Braga e Porto (em conjunto com a Linha do Minho) contando com circulações de carga e dois serviços de passageiros:
- O serviço urbano é prestado pelos suburbanos do Porto, que fazem a ligação Braga e Porto com durações variáveis entre 0h45 a 1h10, em automotoras elétricas da Série 3400.
- O serviço expresso conta com o Alfa Pendular e o Intercidades, prestados pela CP Longo Curso, que possibilitam a ligação directa entre Braga e Lisboa, via Porto-Campanhã.

A velocidade máxima permitida no ramal é de 130 km/h.

## História

### Século XIX

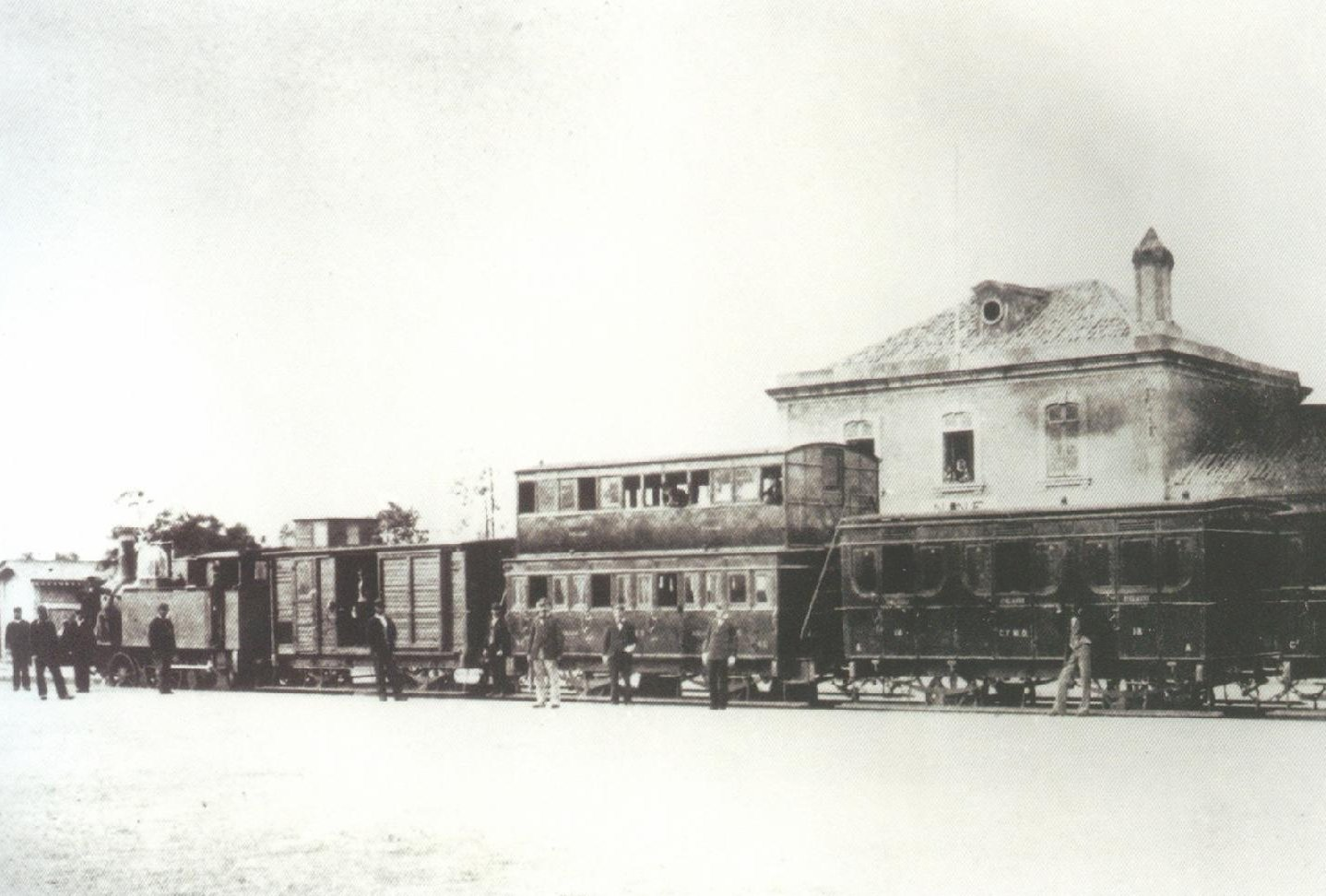
Carruagem com dois pisos, na Estação Ferroviária de Nine.

#### Planeamento, construção e inauguração
Em 1867, o governo propôs às Câmaras a construção de vários troços, ligando a cidade do Porto a Braga, à fronteira com Espanha pelo Minho, e ao Pinhão; devia ser utilizada a bitola ibérica, devido à sua aplicação nas Linhas do Norte e do Leste, e ao facto de ter sido adoptada oficialmente pelo Governo Espanhol. Esta proposta foi aprovada, e convertida numa lei de 2 de Julho de 1867, que autorizava o estado a construir e explorar aqueles troços. Não obstante o empenho demonstrado pelo governo e pelas populações, uma vez que estas ligações apresentavam uma elevada importância, só cerca de 5 anos depois, em 14 de Junho de 1872, é que foi decretada a construção da Linha do Minho, entre o Porto e a Galiza, passando por Braga e por Viana do Castelo.
Os trabalhos iniciaram-se em 8 de Julho do mesmo ano, tendo o troço da Linha do Minho até Nine e o Ramal até Braga sido inaugurados em 20 de Maio de 1875, e aberto à exploração no dia seguinte.

### Século XX

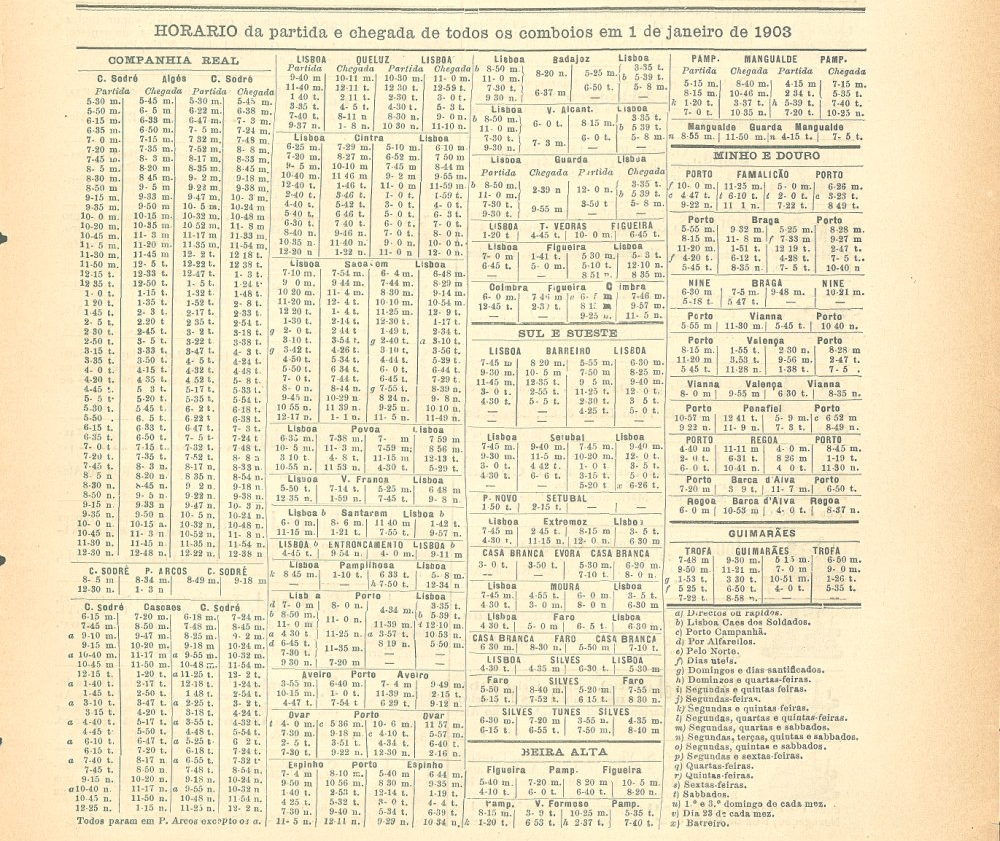
Horários de todos os comboios em Janeiro de 1903, incluindo no Ramal de Braga.

#### Década de 1900
Em Setembro de 1903, este troço foi alvo de sabotagem, tendo o canal da via sido obstruído.

#### Década de 1920
O Decreto n.º 12.559, publicado no Diário da República de 27 de Outubro de 1926, ordenou que se realizasse um estudo sobre a possível electrificação, entre outros troços, da linha entre Porto e Braga. O Decreto 12.684, de 16 de Novembro do mesmo ano, autorizou o governo a abrir um concurso de arrendamento para os troços ferroviários então geridos pela operadora Caminhos de Ferro do Estado, incluindo o Ramal de Braga. O concurso realizou-se em 7 de Janeiro de 1927, tendo a comissão reunida para analisar as propostas favorecido a Companhia dos Caminhos de Ferro Portugueses. o contrato de arrendamento foi assinado em 11 de Março do mesmo ano, e entrou em vigor no dia 11 de Maio.

#### Décadas de 1930 e 1940
O Decreto n.º 20.618, de 4 de Dezembro de 1931, apresentou o programa para os melhoramentos a realizar nas Linhas do Estado em 1932; nesse programa figuram, entre outras orientações, a renovação de via e de pontes entre Ermesinde e Braga. Em 1934, a Companhia dos Caminhos de Ferro Portugueses iniciou obras de renovação da via entre Ermesinde e Braga, que estavam quase concluídas em Abril do ano seguinte.
Nas décadas de 1930 e 1940, a Companhia dos Caminhos de Ferro Portugueses realizou um programa de renovação das pontes metálicas em várias linhas, incluindo o Ramal de Braga, onde foram substituídas por pontes de betão armado. Devido ao deflagrar da Segunda Guerra Mundial, em Outubro de 1939 a CP suprimiu um grande número de comboios, incluindo no Ramal de Braga. Em 5 de Fevereiro de 1949, entraram ao serviço novas carruagens nos comboios entre o Porto e Espinho e Braga, que foram fabricadas pela casa suíça Schindler.

#### Década de 1960
No Plano de Investimentos, apresentado em 6 de Maio de 1967, estava prevista a electrificação do percurso entre Ermesinde e Braga. Em 16 de Agosto de 1968, a Gazeta dos Caminhos de Ferro noticiou que a Companhia dos Caminhos de Ferro Portugueses estava a preparar um contrato para a renovação integral de várias vias férreas em Portugal, incluindo o Ramal de Braga, e que esta obra deveria ser executada por um consórcio formado pelas empresas nacionais SOMAFEL e Somapre, e pelas casas francesas A. Borie e A. Dehé. Nesse ano, a empresa Groupement d'Étude et d'Electrification de Chemins de Fer en Monophase 50Hz foi destacada para estudar, fornecer e instalar as infraestruturas necessárias para a tracção eléctrica, além de novos equipamentos de sinalização e comunicação, no troço entre São Romão e Braga; este contrato, no valor de 64 milhões de escudos, tinha um prazo previsto de 4 anos para a conclusão. O fabrico do novo material circulante, a utilizar após a modernização destes troços, foi entregue a um consórcio entre a SOREFAME e o Groupement; deviam ser construídas 24 automotoras, semelhantes às então empregues nos serviços suburbanos de Lisboa e do Porto. O financiamento para ambos os contratos foi garantido pelo III Plano de Fomento, e por empréstimos da Sociedade Europeia para o Financiamento de Material Ferroviário, da qual a CP fazia parte.

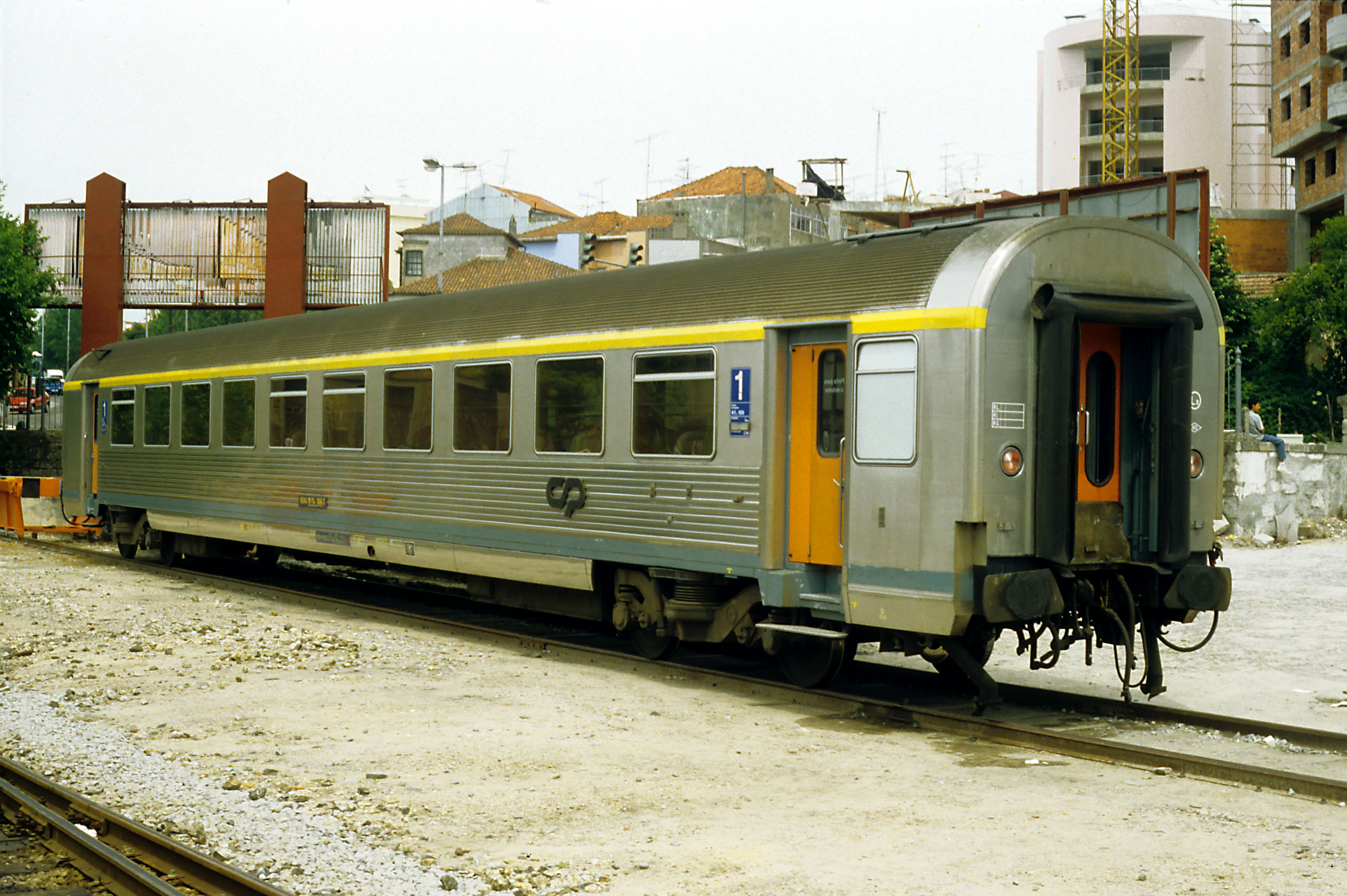
Carruagem de passageiros Corail / Sorefame em Braga, na década de 1990.

#### Décadas de 1980 e 1990
Em 15 de Maio de 1982, o papa João Paulo II viajou de comboio entre Lisboa e Braga, numa composição especial dos Caminhos de Ferro Portugueses.
Na década de 1980, iniciaram-se os primeiros esforços para a modernização das linhas férreas que serviam a zona metropolitana do Porto, no sentido de responder à crescente procura do caminho de ferro, e para criar novos suportes para o desenvolvimento da região. Nesse sentido, o Decreto-Lei 347/86, de 15 de Outubro, criou o Gabinete do Nó Ferroviário do Porto, que tinha como principal finalidade o estudo e a coordenação das várias intervenções a realizar para a modernização da rede de caminhos de ferro. O conjunto de intervenções do Gabinete do Nó Ferroviário do Porto foi dividido em dois grandes programas, sendo o segundo dedicado inteiramente a melhorar a qualidade do serviço e reduzir os tempos de percurso, especialmente nos comboios suburbanos. Ao mesmo tempo, em Fevereiro de 1988, o governo aprovou o Plano de Modernização e Reconversão dos Caminhos de Ferro, que tinha como finalidade desenvolver o transporte ferroviário no território nacional, de forma a tentar recuperar alguma da sua importância, que lhe tinha sido retirada com a evolução dos outros meios de transporte, especialmente o rodoviário. Este programa incidiu especialmente sobre o Eixo Norte - Sul, composto pelos vários lanços de via férrea entre Braga a Faro, que tinha uma grande importância devido ao facto de servir grande parte da faixa litoral entre Lisboa e Porto, onde se concentrava a maior densidade de procura dos caminhos de ferro. Uma das intervenções que estavam previstas no Plano de Modernização era a modernização dos troços entre Porto e Braga. No âmbito do Plano, a operadora Caminhos de Ferro Portugueses iniciou um estudo sobre o sistema ferroviário nacional, onde se destacou o Ramal de Braga, como parte do Eixo Norte - Sul. Um dos fins dos programas de modernização era a criação de condições para estabelecer um serviço Intercidades neste corredor, especialmente no eixo entre Braga, Porto, Lisboa e Estação de Setúbal, com ligações ao Alto Minho, Douro Litoral e outras regiões.
Entretanto, em Novembro de 1988 realizou-se um serviço especial ao longo do Ramal de Braga, rebocado pela locomotiva CP a vapor 014.

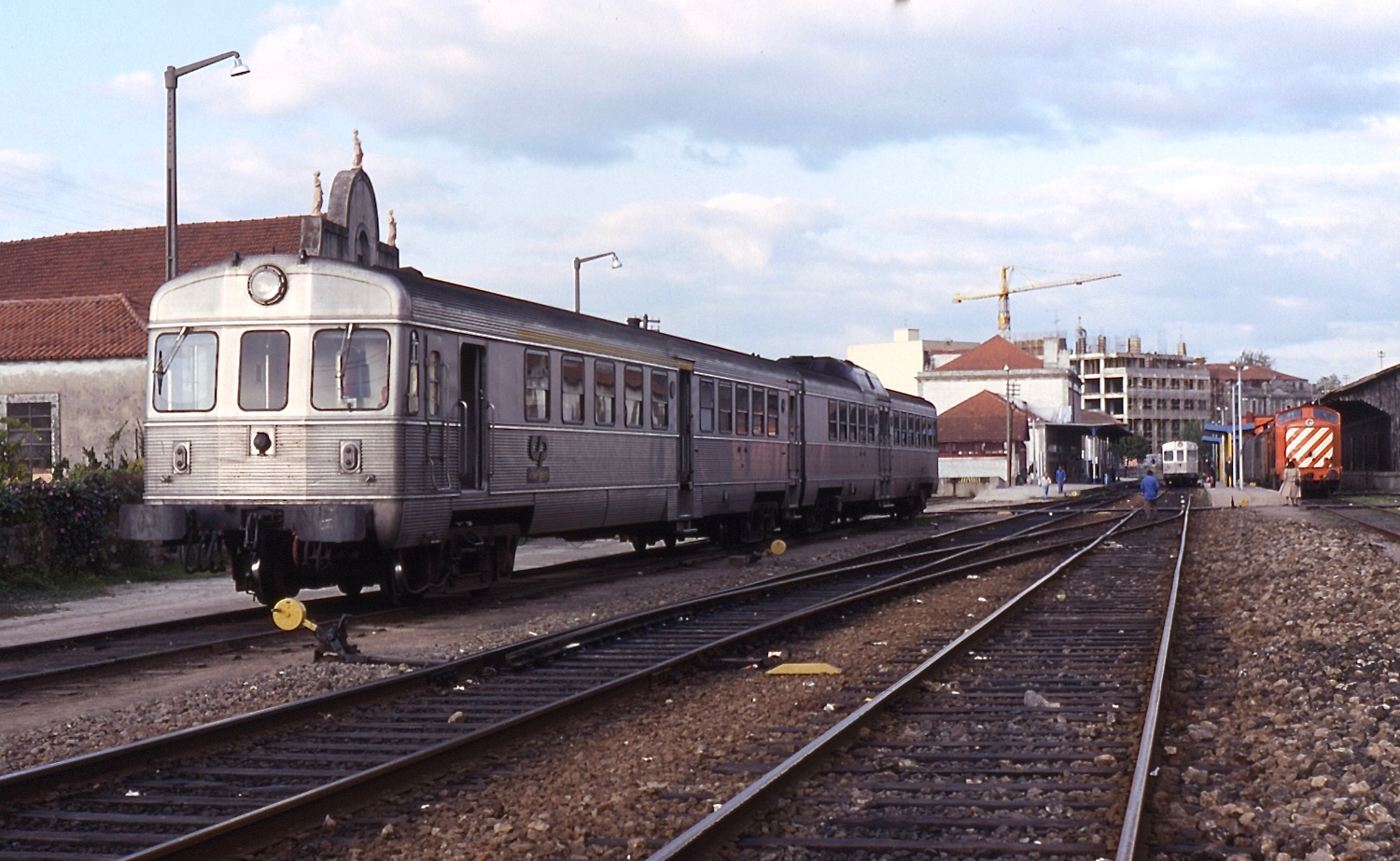
Automotora 413 da série 400 na estação de Braga em 1993

Em 1995, os serviços regionais no ramal eram assegurados por automotoras da Série 0400.
Em 1996, já tinha sido concluída e aprovada a primeira fase do estudo para a modernização do percurso entre Porto e Braga, no âmbito do segundo programa do Gabinete do Nó Ferroviário do Porto, tendo-se identificado quais as intervenções a realizar naquele itinerário. Assim, ficou prevista a renovação e electrificação dos lanços de via férrea entre Ermesinde e Braga, com algumas alterações no traçado, a remodelação das estações e apeadeiros, a supressão ou automatização das passagens de nível, com construção de passagens desniveladas, e a instalação de novos sistemas auxiliares de exploração, relativos às telecomunicações e sinalização. Uma das principais finalidades desta intervenção era reduzir o tempo de viagem dos comboios entre o Porto e Braga, com os serviços Intercidades a fazerem aquele percurso em 36 minutos em vez de 1 hora e 15 minutos, enquanto que os suburbanos expressos passariam a demorar 48 minutos em vez de 1 hora e 25 minutos. Também estava previsto um aumento na oferta, com a introdução dos comboios Intercidades, e de vários serviços suburbanos entre Porto-São Bento e Braga, incluindo um semi-rápido cadenciado que serviria todas as estações e apeadeiros no Ramal de Braga, um expresso fora dos horários de ponta com paragens em Campanhã, Ermesinde, Trofa e Famalicão, e um de maior frequência dentro das horas de ponta. Em termos de procura, previa-se que até 2012 a procura iria aumentar em cerca de 200% no Ramal de Braga. O custo total estimado para as obras no eixo entre Porto e Braga seria de 36 000 000 contos.

### Século XXI

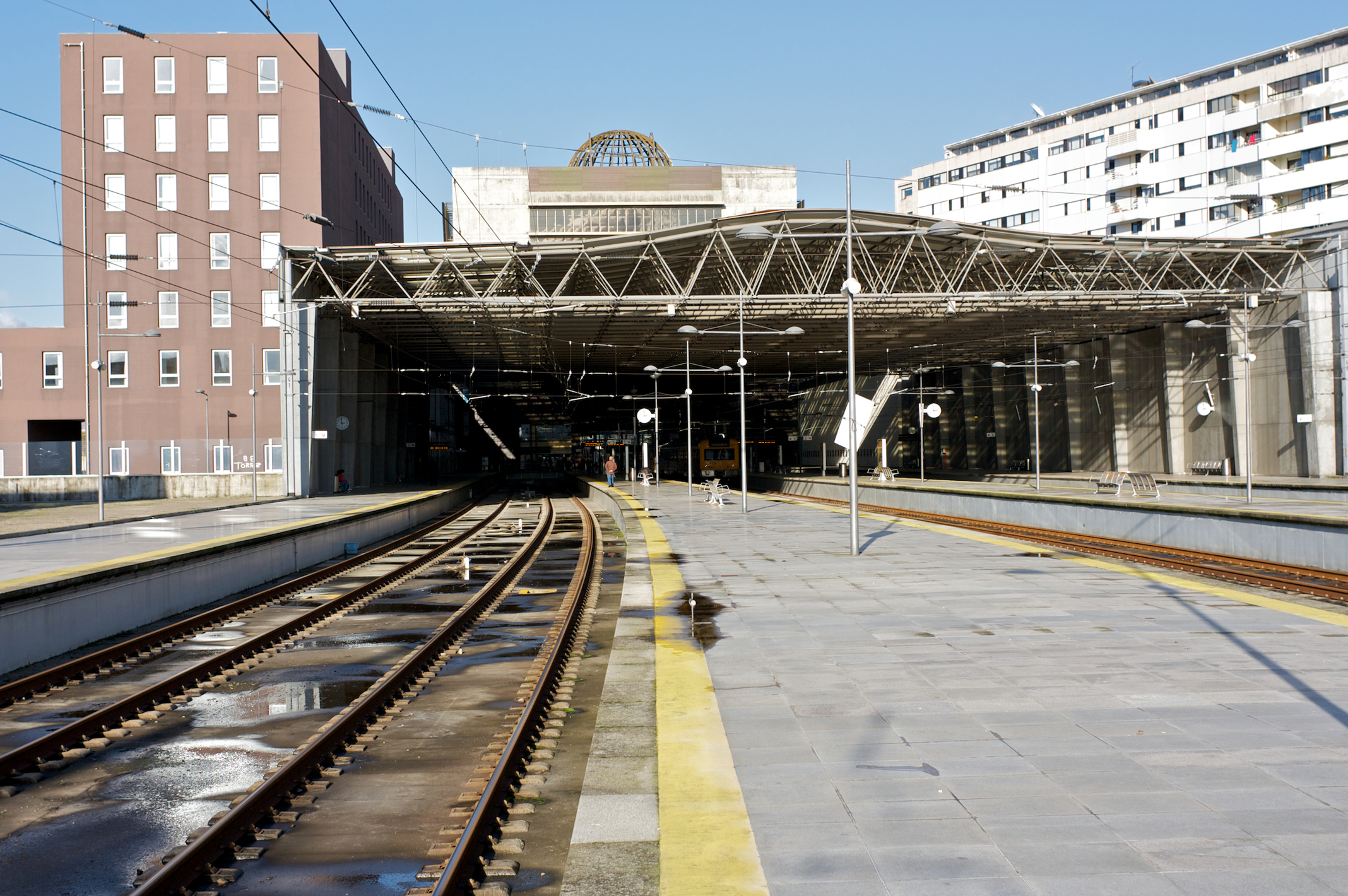
Estação de Braga, em 2009.

#### Modernização
Em 21 de Abril de 2004, foram inauguradas as obras de modernização dos troços de Nine a Lousado e a Braga, inseridas no programa ferroviário entre Porto a Braga, no âmbito do Eixo Atlântico Braga/Faro. Este plano teve como finalidade permitir a introdução dos serviços Alfa Pendular entre Braga e Faro, e melhorar as condições de conforto e serviço, de forma a aumentar a competitividade do caminho de ferro em relação ao transporte rodoviário.
No troço de Lousado a Braga, foram aumentados e uniformizados os patamares de velocidade, duplicada e electrificada a via, instalados equipamentos de comando e de controlo da circulação, suprimidas todas as passagens de nível, vedado o canal da via férrea, remodeladas as estações e apeadeiros, construído um terminal para mercadorias, e melhoradas as acessibilidades dos transportes privados e públicos. Os trabalhos no Ramal foram concluídos em 31 de Março de 2004. Esta intervenção contemplou todo o ramal de Braga, tendo sido introduzidas várias melhorias no traçado, destacando-se a variante entre os Km 43,225 e 43,500. As velocidades planeadas variaram de 110 a 120 km/h, para comboios convencionais, a 120 a 130 km/h, para comboios pendulares. Em relação às interfaces de passageiros, procurou-se melhorar as acessibilidades tanto do ponto de vista pedonal, através da construção de passagens desniveladas, como do rodoviário, com a instalação de parques de estacionamento. Foram desenvolvidas as estações de Nine, Arentim, Tadim e Braga, e os apeadeiros de Couto de Cambeses, Ruilhe, Aveleda, Mazagão e Ferreiros, tendo as intervenções mais profundas sido em Nine e Braga. Junto à estação de Tadim, foi construído um terminal de mercadorias, com ligação à Zona Industrial de Celeirós.
As obras de modernização no Ramal e na Linha do Minho até Lousado possibilitaram a operadora Comboios de Portugal a reestruturar completamente os seus serviços de passageiros até Braga, introduzindo novos comboios suburbanos e os comboios Alfa Pendular ainda em 2004.

### Ligações planeadas a outras linhas
Durante a primeira metade do século XX, o governo procurou fundir as duas empresas que geriam linhas de via estreita na região do Minho, as Companhias da Guimarães e Póvoa, sendo uma das finalidades a criação de condições para construir mais linhas de via estreita, incluindo duas com origem em Braga, uma a terminar em Guimarães e outra em Monção. Ambas as empresas foram fundidas na Companhia dos Caminhos de Ferro do Norte de Portugal, e em Janeiro de 1927 já se estava a estudar a linha de Guimarães a Braga.

## Leitura recomendada
- Ramal de Braga. Braga: Fundação Bracara Augusta. 2006
- Linha do Minho / Ramal de Braga (Catálogo de Obra). Lisboa: Rede Ferroviária Nacional E. P. 2004
- CERVEIRA, Augusto; CASTRO, Francisco Almeida e (2006). Material e tracção: os caminhos de ferro portugueses nos anos 1940-70. Col: Para a História do Caminho de Ferro em Portugal. 5. Lisboa: CP-Comboios de Portugal. 270 páginas. ISBN 989-95182-0-4
- GOMES, Joaquim da Silva (2002). Braga e os caminhos-de-ferro. Braga: Gráf. do Parque de Exposições. 111 páginas. ISBN 972-95895-3-4